# Colin-maillard (film)
Pour les articles homonymes, voir Colin-maillard (homonymie).
Pour plus de détails, voir Fiche technique et Distribution.
Colin-maillard (Жмурки) est un film russe réalisé par Alekseï Balabanov, sorti en 2005,.

## Synopsis
En 2005, un professeur d'université donne une conférence sur l'accumulation primitive du capital et raconte, à titre d'exemple, comment cela se passait en Russie dix ans plus tôt.
L'histoire débute en 1995 à Nijni Novgorod. Trois groupes mafieux rivalisent pour le contrôle du marché de la drogue local, ils sont dirigés respectivement par Mikhalytch, Koron et Cerveau. Sergueï et Simon - les principaux héros de l'histoire - sont deux bras armés au service de Mikhalytch. Ils feront couler beaucoup de sang, éliminant les concurrents et les personnages se trouvant au mouvais endroit au mauvais moment. A la fin, ils s'enfuient à Moscou avec de l'héroïne, abandonnant leur patron. En 2005, Serguei est devenu député à la Douma d'État et Simon - son assistant.

## Fiche technique
- Titre : Colin-maillard
- Titre original : Жмурки
- Réalisation : Alekseï Balabanov
- Scénario : Alekseï Balabanov, Stas Mokhnatchev
- Photographie : Evgueni Privine
- Musique : Viatcheslav Boutoussov
- Décors : Pavel Parkhomenko, Tatiana Patrakhaltseva, Konstantin Pakhotine
- Costumes : Tatiana Patrakhaltseva
- Montage : Tatiana Kouzmitcheva
- Son : Dolby Digital
- Format : 35 mm (Kodak) - Couleur - 1.85 : 1
- Durée : 1 h 51 min (111 min)

## Distribution
- Alexeï Panine : Sergueï Aleksandrovich
- Dmitri Dioujev : Semion
- Nikita Mikhalkov : Mikhalytch, voleur dans la loi
- Sergueï Makovetski : Koron
- Anatoli Jouravliov : Bala
- Grigori Siatvinda : Aubergine
- Viktor Soukhoroukov : lieutenant Voronov
- Alexeï Serebriakov : chimiste
- Garik Soukatchev : Cerveau
- Andreï Panine : Architecte
- Kirill Pirogov : Bourreau
- Iouri Stepanov : Kaban
- Renata Litvinova : Katia, la serveuse
- Zhanna Bolotova : professeur d'Université
- Tatiana Doguileva : Galia, secrétaire davocat
- Andreï Krasko : voisin
- Alexandre Bachirov : otage de Bourreau
- Andreï Merzlikine : garde du corps de Michalytch
- Viktor Bytchkov : visiteur de zoo
- Dmitri Pevtsov : Vorchanski, l'avocat